# Aapua (rivier)
De Aapua, Zweeds Aapuajoki, is een rivier in het noorden van Zweden, dicht bij de grens met Finland, komt daar door de gemeenten Pajala en Övertorneå en is ongeveer 21 kilometer lang. De rivier ontspringt iets ten oosten van Suaningi, stroomt dan als de Luomarivier naar het oosten en komt langs de Etu-Aapua en de Taka-Aapua, twee heuvels van 400 meter hoogte in het landschap, ongeveer drie kilometer ten zuiden van Aapua. De rivier stroomt samen met de Pentäsrivier, die weer in de Torne älv uitkomt, de grens met Finland. De Aapua hoort dus bij het stroomgebied van de Torne älv.
Aapua → Pentäsrivier → Torne älv → Botnische Golf